# Tylosis jimenezi
Tylosis jimenezi là một loài bọ cánh cứng trong họ Cerambycidae.